# 北条実政
北条 実政（ほうじょう さねまさ）は、鎌倉時代中・後期の武将、元寇（弘安の役）の日本軍の現地総司令官。北条家の一門。父は金沢流の祖・北条実時。金沢実政とも称される。

## 生涯
元寇（文永の役）を、鎮西（九州）御家人個々の奮戦により乗り切った鎌倉幕府は、その反省を踏まえ、組織的・抜本的防衛策を講じようとした。
建治元年（1275年）、幕府は元との戦争の準備を「異国征伐」と「異国警護」の2本立てで進めることを決定し、北条実政を鎮西軍総司令官として派遣することとした。実政は29歳で異国征伐大将軍に任じられ、金沢北条氏の重臣平岡氏ほかの軍勢を率いて、九州に下向する。実政の鎮西下向の理由については、九州の御家人（大友氏、少弐氏、島津氏等）のみならず、「東国から派遣された有力御家人やその子弟（宇都宮通房・安達盛宗等）に対しても抑えが利き、九州や高麗に長期滞在可能な人物」として、北条時宗（及びその後見でもあり、北条氏第一の賢者といわれた父実時）により選ばれたものと考えられる。その後「異国征伐」は中止となり、「異国警護」を目的に防塁構築等の防衛準備に専念することになる。
翌年、実時の死により豊前の守護職を継ぎ、その後は、そのほぼ全生涯を通じて鎮西で過ごすことになる。有名な「実時の置文」は、異国警護（九州防衛）の責任者となり鎌倉に戻れなくなった実政に対する父としての最後の遺訓と考えられる。弘安4年（1281年）の弘安の役では、鎮西軍総司令官として御家人等を統率し、元軍の撃退に活躍。弘安6年（1283年）9月8日に従五位上に叙し、上総介に任官。同年、長門探題に任じられ、永仁4年（1296年）7月に鎮西探題に転じた。このとき、鎮西の軍事指揮権と訴訟裁断権を掌握し、肥前と肥後の守護も兼任している。なお、実政の時代が、鎌倉幕府鎮西探題の最盛期であり、博多の街づくりでも活躍したといわれている(「博多は蒙古襲来後、元に対する日本の最前線の都市となった。そのために鎌倉幕府は博多に鎮西探題を設置するとともに、鎌倉幕府・鎮西探題は博多を城郭都市として構築し、これらの構築は鎮西探題金沢実政によって行われた」<ref>佐藤鉄太郎「鎌倉幕府・鎮西探題が大土木工事によって構築した城郭都市博多の都市の復原の研究」2005 〜 2007科研JP17520458</ref>)。
正安3年（1301年）9月、出家に伴って家督と探題職をはじめとする全てを子の政顕に譲っている。翌乾元元年（1302年）12月7日に死去。享年54。

## 経歴
- 1249年（建長元年）、出生。
- 1275年（建治元年）11月、異国征伐大将軍として鎮西下向。
- 1276年（建治2年）7月、病床の父実時より置文（遺訓として大将たる者の心得）を贈られる。実時没後、豊前守護を継ぐ。
- 1281年（弘安4年）弘安の役において鎮西軍総司令官として関東・九州の御家人等を統率、元軍を撃退。
- 1283年（弘安6年）9月8日、従五位上に叙し、上総介に任官。
- 1284年（弘安7年）周防・長門守護[注釈 3]。
- 1296年（永仁4年）鎮西探題[注釈 2]。肥前・肥後守護兼任。
- 1301年（正安3年）9月出家。
- 1302年（乾元元年）12月7日卒去。享年54。